# HMS Resolute (1850)
La HMS Resolute è stata una nave della Royal Navy britannica, attrezzata per l'esplorazione polare, incagliatasi nei ghiacci dell'Artico nel 1854. Ritrovata e recuperata mesi dopo da una baleniera americana, la nave fu restituita alla Gran Bretagna nel 1856. Con il fasciame della nave furono realizzati diversi mobili tra cui una scrivania, la Resolute desk, che nel 1880 la Regina Vittoria regalò al Presidente degli Stati Uniti d'America e che da allora si trova nello Studio Ovale della Casa Bianca. 

## Storia
La nave era in origine un veliero civile, il Ptarmigan, costruito sul Tyne e poi acquistato dalla Royal Navy il 21 febbraio 1850 e inizialmente posto in servizio come HMS Refuge, ma rinominato HMS Resolute un mese dopo. La nave fu preparata per il servizio artico dal cantiere Blackwall Yard di Green, con legni di particolare resistenza, un sistema di riscaldamento interno e un orso polare come polena. La nave venne inquadrata in una flottiglia di esploratori polari costituita da due navi a vapore, HMS Pioneer e Intrepid, mentre le altre quattro (HMS Resolute, Assistance, Enterprise e Investigator) erano navi a vela.
Le sei navi vennero inviate alla ricerca delle HMS Erebus e Terror, ex bombarde inviate al comando di Sir John Franklin alla ricerca del passaggio a nord ovest e poi scomparse. In effetti solo la Enterprise trovò alcune tracce delle navi, sotto forma di alcuni pezzi di legno sulla costa est dell'isola Victoria e fu l'unica nave a sopravvivere alla spedizione.
Quando il ghiaccio si sciolse in primavera, la Resolute, senza equipaggio, iniziò ad andare alla deriva verso sud, percorrendo più di 1.600 chilometri e circa 7 gradi di latitudine, dove fu avvistata nel settembre 1855 nello stretto di Davis, al largo delle coste dell'isola di Baffin, dall'equipaggio della baleniera americana George Henry capitanata da James Buddington. 

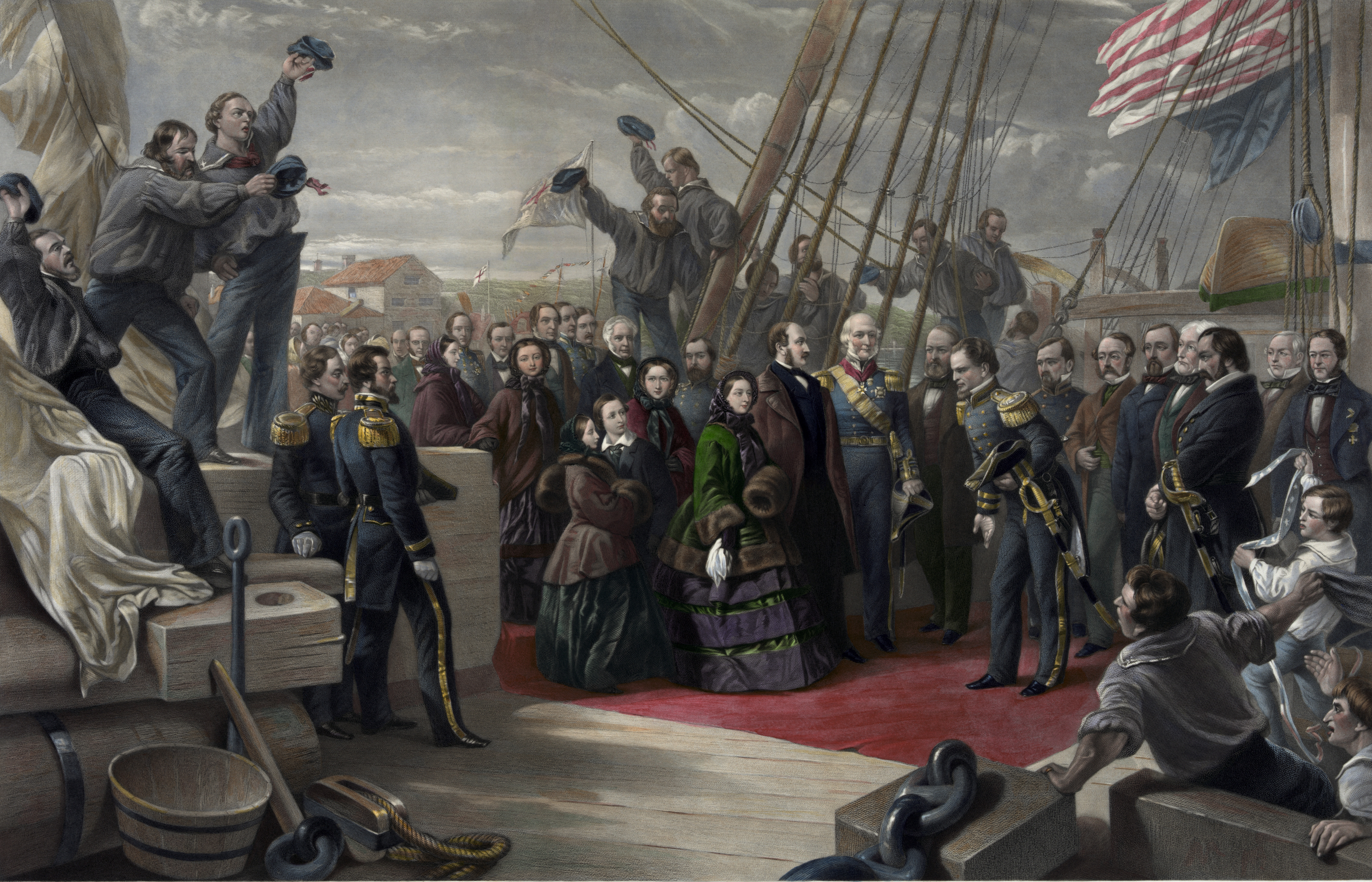
La Regina Vittoria a bordo della HMS Resolute il 16 dicembre 1856, dopo la sua restituzione da parte degli americani.

Venne acquisita dalla US Navy nel 1855. Il senatore della Virginia James Mason presentò al Congresso degli Stati Uniti un disegno di legge per restaurare la Resolute e riportarla in Inghilterra come gesto di "cortesia nazionale" (gli Stati Uniti e la Gran Bretagna uscivano da un periodo di forti tensioni reciproche). La nave, acquistata dal Congresso per 40.000 $, fu restaurata e riportata in Inghilterra, dove arrivò nel dicembre 1856. 
Era speranza di molti, soprattutto di Lady Jane Franklin, moglie del capitano Franklin, che il ritorno della Resolute avrebbe incentivato un'ulteriore spedizione di ricerca dell'equipaggio di Franklin, ma alla fine il progetto fu abbandonato. Solo Lady Franklin finanziò una spedizione privata che, nel 1859, in effetti trovò le prove della morte dell'equipaggio e alcuni documenti. 
La HMS Resolute tornò in servizio nella Royal Navy per ventitré anni per poi essere dismessa e smantellata nel 1879.

## Le scrivanie Resolute

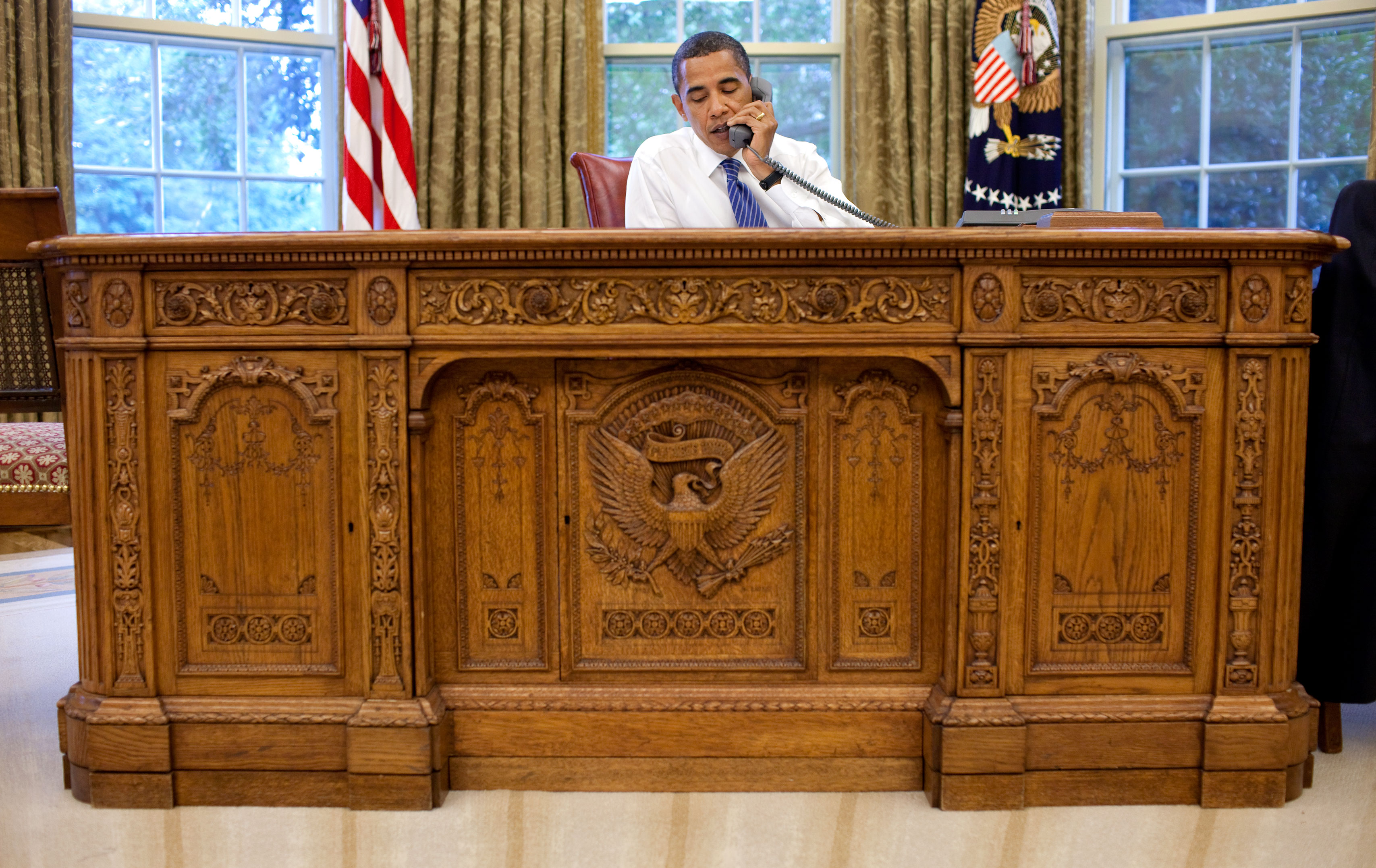
Il presidente statunitense Barack Obama seduto alla scrivania Resolute nel 2009.

Quando venne messa in disarmo la regina Vittoria fece costruire, con i fasciami della nave, una scrivania, la Resolute desk, che fu regalata al presidente degli Stati Uniti d'America Rutherford B. Hayes. Dall'amministrazione Kennedy si trova nello studio ovale della Casa Bianca, a Washington.
Con il legno furono costruiti numerosi altri mobili, tra cui altre tre scrivanie realizzate da William Evenden. Una, più piccola di quella regalata a Hayes, fu donata alla vedova di Henry Grinnell; un'altra e uno scrittoio furono tenuti dalla regina e posizionati rispettivamente nel castello di Windsor e nell'allora Yacht Reale della Famiglia Reale Britannica, la HMY Victoria and Albert II.